# ژانشنیک (شهرستان ویشکوف)
ژانشنیک (به لهستانی:  Rząśnik) یک روستا در لهستان است که در گمینا ژانشنیک واقع شده‌است. ژانشنیک ۱٬۳۰۰ نفر جمعیت دارد.